# Okikaze (1919)
Okikaze (jap. 沖風  pol. "pełnomorski wiatr") – niszczyciel zbudowany dla Cesarskiej Marynarki Wojennej Wielkiej Japonii na początku XX wieku. Służył jako okręt ratowniczy i odegrał drugorzędną rolę w incydencie szanghajskim w 1932 roku. Spędził większą część wojny na Pacyfiku eskortując konwoje po wodach macierzystych, dopóki nie został zatopiony przez amerykański okręt podwodny na początku 1943 roku.

## Projekt i opis
Typ Minekaze został zaprojektowany do szybszego pływania, niż jego poprzednik – typ Kawakaze. Okręty te miały 102,5 m długości, 9,04 m szerokości i średnie zanurzenie 2,09 m. Wyporność standardowa wynosiła 1366 ton (1344 długich ton), a pełna 1676 ton (1650 długich ton). Był on napędzany przez dwie turbiny parowe o łącznej mocy 38 500 KM (28 700 kW), do prędkości 39 węzłów (72 km/h). Miały one zasięg 3600 mil morskich (6700 km) przy 14 węzłach (26 km/h). Ich załoga składała się z 148 oficerów i marynarzy.
Podstawowym uzbrojeniem „Okikaze” były cztery pojedyncze armaty kal. 120 mm: po jednej przed nadbudówką, między dwoma kominami, za tylnym kominem i za rufową nadbudówką. Były one ponumerowane od '1' do '4' od przodu do tyłu. Miał też trzy podwójne wyrzutnie torped 533 mm: jedną na pokładzie między przednią nadbudówką a przednim działem i dwie między trzecim a czwartym działem. Mógł również przenosić 20 min, a także trał.
W latach 1937–1938 „Okikaze” był jednym z okrętów, którym wzmocniono kadłub, dodano osłony kominów i zmniejszono pojemność zbiornika paliwa do 279 ton. Na początku wojny, armaty nr 2 i nr 3 i dwie tylne wyrzutnie torped zostały zdemontowane. W zamian zamontowano cztery wyrzutnie bomb głębinowych z zapasem 36 bomb głębinowych i 10 lekkich działek przeciwlotniczych 25 mm. Zmiany te zmniejszyły jego prędkość do 35 węzłów (65 km/h).

## Budowa i służba
„Okikaze” został zbudowany w Maizuru. Stępkę położono 22 stycznia 1919 roku, zwodowano go 3 października 1919 roku i wcielono do służby 17 sierpnia 1920 roku. Po wejściu do służby, „Okikaze” został wraz z bliźniaczymi „Minekaze”, „Sawakaze” i „Yakaze” włączony do 2. Dywizjonu Niszczycieli w ramach 2. Floty.
W 1930 roku 2. Dywizjon Niszczycieli został przeniesiony do 1. Floty jako eskorta lotniskowca „Akagi”, aby pomagać w operacjach poszukiwawczo-ratowniczych zestrzelonego samolotu. Podczas incydentu szanghajskiego w 1932 roku, „Okikaze” odbywał patrole po rzece Jangcy w Chinach.

### Wojna Na Pacyfiku

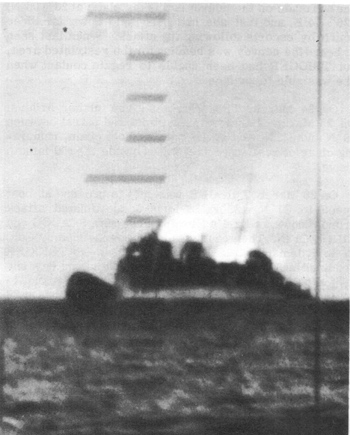
Tonący „Okikaze” widziany przez peryskop USS „Trigger”, 10 stycznia 1943 roku

Podczas ataku na Pearl Harbor 7 grudnia 1941 roku, „Okikaze” stacjonował w Ōminato w północnej Japonii. Został wyznaczony do patrolowania cieśniny Tsugaru i południowego wybrzeża Hokkaido. W kwietniu 1942 roku „Okikaze” został przeniesiony do Yokosuki, gdzie patrolował wejście do Zatoki Tokijskiej, rzadko wypływając jako eskorta konwoju wzdłuż wybrzeża Japonii do Kushimoto, czy na patrol wzdłuż wybrzeża Honsiu.
10 stycznia 1943 roku „Okikaze” został storpedowany przez okręt podwodny USS „Trigger” zaledwie 56 km na południowy wschód od Yokosuki, w zasięgu widzenia latarni morskiej w Katsurze. Jedna torpeda trafiła w śródokręcie i spowodowała 45° przechylenie dziobu. Druga trafiła w rufę. Okręt zatonął z większością załogi, w tym z kapitanem. Jednak „Okikaze” nie został oficjalnie usunięty ze stanu floty aż do 1 marca 1944 roku.